# Heliconia episcopalis
Heliconia episcopalis là một loài thực vật có hoa trong họ Heliconiaceae. Loài này được Vell. mô tả khoa học đầu tiên năm 1829.